# Tony Malaby
 (août 2020).
Si vous disposez d'ouvrages ou d'articles de référence ou si vous connaissez des sites web de qualité traitant du thème abordé ici, merci de compléter l'article en donnant les références utiles à sa vérifiabilité et en les liant à la section « Notes et références ».
Tony Malaby né le 12 janvier 1964 à Tucson (Arizona), est un saxophoniste américain de jazz moderne, free jazz et post-bop.

## Carrière
Installé à New York à partir de 1995, il a joué au sein de célèbres groupes de jazz parmi lesquels le Liberation Music Orchestra de Charlie Haden, Electric Bebop Band de Paul Motian, le Trio + 2 de Fred Hersch, et s'est produit aux côtés de joueurs comme Mario Pavone, Bobby Previte, Tom Varner, Marty Ehrlich, Angelica Sanchez, Mark Dresser, ou Kenny Wheeler. Il a aussi travaillé en trio avec Tom Rainey, Ben Monder, Eivind Opsvik, Nasheet Waits, et Michael Formanek.
Son premier album comme coleader était Cosas avec Joey Sellers.
En 2007, il se produit sur la scène du Stone à New York en compagnie de Steve Coleman, Miguel Zenon et Ravi Coltrane.

## Discographie
- 2006 : Paul Motian Electric Bebop Band : Garden of Eden, ECM
- 2009 : Paloma Recio
- 2009 : Valadores
- 2010 : Tamarindo Live